# 杨鸿生
杨鸿生（1956年11月—），男，汉族，云南鹤庆人，中华人民共和国政治人物，现任农工党中央常委、云南省委主委。第十二、十三届全国政协委员。